# Terry Lester
Terry Lester (* 13. April 1950 in Indianapolis, Indiana, USA; † 28. November 2003) war ein US-amerikanischer Schauspieler.

## Leben & Karriere
Er gab sein Filmdebüt 1974 in Airport '75 – Giganten am Himmel. Seinen größten Erfolg hatte er in der Seifenoper Schatten der Leidenschaft, wo er von 1980 bis 1989 die Rolle des Jack Abbott verkörperte. Von 1989 bis 1990 spielte er den Mason Capwell in California Clan. Nebenbei trat Lester in zahlreichen Fernsehserien auf, wie Hotel, Walker, Texas Ranger, Dallas, oder Diagnose: Mord.
Terry Lester starb 2003  an plötzlichem Herzversagen.

## Auszeichnungen
Terry Lester wurde für seine Rolle in Schatten der Leidenschaft viermal (1984, 1985, 1986, 1987) für den Emmy und zweimal (1986, 1988) für den Soap Opera Digest Award nominiert.

## Filmografie (Auswahl)
- 1975: Airport '75 – Giganten am Himmel (Airport 1975)
- 1976: Ark II (Fernsehserie)
- 1978: Kiss Meets the Phantom of the Park
- 1980: Agent wider Willen (Once Upon a Spy)
- 1985: Big Trouble in Hongkong (Blade in Hongkong)
- 1986–1988: Schatten der Leidenschaft (The Young and the Restless) (Fernsehserie)
- 1987: Im Zentrum der Hölle (In Self Defense)
- 1989–1990: California Clan (Santa Barbara) (Fernsehserie)